# Team Joker-Byggtorget/Saison 2016
Dieser Artikel listet Erfolge und Fahrer des Radsportteams Joker-Byggtorget in der Saison 2016 auf.

## Erfolge in der UCI Europe Tour
In den Rennen der Saison 2016 der UCI Europe Tour gelangen die nachstehenden Erfolge.
| Datum         | Rennen                        | Kat. | Fahrer               |
| ------------- | ----------------------------- | ---- | -------------------- |
| 27. Mai       | 1. Etappe Tour de Gironde     | 2.2  | Truls Engen Korsæth  |
| 28. Mai       | 2. Etappe Tour de Gironde     | 2.2  | Amund Grøndahl       |
| 29. Mai       | 3. Etappe Tour de Gironde     | 2.2  | Adrian Aas Stien     |
| 27.–29. Mai   | Gesamtwertung Tour de Gironde | 2.2  | Amund Grøndahl       |
| 18. September | Grand Prix d’Isbergues        | 1.1  | Kristoffer Halvorsen |

## Erfolge bei den Nationalen Straßen-Radsportmeisterschaften
In den Rennen zu den Nationalen Straßen-Radsportmeisterschaften 2016 gelangen die nachstehenden Erfolge.
| Datum    | Rennen                                          | Sieger         |
| -------- | ----------------------------------------------- | -------------- |
| 19. Juni | Norwegische Meisterschaft – Straßenrennen (U23) | Amund Grøndahl |

## Abgänge – Zugänge
| Zugänge              | Team 2015            | Abgänge              | Team 2016          |
| -------------------- | -------------------- | -------------------- | ------------------ |
| Ole Forfang          | Team Ringeriks-Kraft | Odd Christian Eiking | FDJ                |
| Kristoffer Halvorsen | Neoprofi             | Daniel Hoelgaard     | FDJ                |
| Markus Hoelgaard     | Team Coop-Øster Hus  | Vegard Stake Laengen | IAM Cycling        |
|                      |                      | Sindre Lunke         | Team Giant-Alpecin |

## Mannschaft
| Teamkader 2016                             | Teamkader 2016     | Teamkader 2016 | Teamkader 2016                  |
| Name                                       | Geburtsdatum       | Land           | Vorheriges Team                 |
| ------------------------------------------ | ------------------ | -------------- | ------------------------------- |
| Reidar Bohlin Borgersen                    | 10. April 1980     | Norwegen       | Geithus Idrettslag (2010)       |
| Ole Forfang                                | 22. März 1995      | Norwegen       | Ringeriks-Kraft (2015)          |
| Amund Grøndahl Jansen                      | 11. Februar 1994   | Norwegen       | Sparebanken Sør (2014)          |
| Kristoffer Halvorsen                       | 13. April 1996     | Norwegen       | Glåmdal Sykleklubb (2014)       |
| Markus Hoelgaard                           | 4. Oktober 1994    | Norwegen       | Coop-Øster Hus (2015)           |
| Bjørn Tore Hoem                            | 12. April 1991     | Norwegen       | Sparebanken Sør (2014)          |
| Truls Engen Korsæth                        | 16. September 1993 | Norwegen       | Lillehammer Cykleklubb (2012)   |
| Philip Lindau                              | 18. August 1991    | Schweden       | People4you-Unaas Cycling (2013) |
| Anders Skaarseth                           | 7. Mai 1995        | Norwegen       | Lillehammer Cykleklubb (2014)   |
| Adrian Aas Stien                           | 28. Oktober 1992   | Norwegen       | TVK Elite (2014)                |
| Edvin Wilson                               | 25. April 1989     | Schweden       | CykelCity.se (2012)             |
| Tobias Foss (1. Aug.–31. Dez., Praktikant) | 25. Mai 1997       | Norwegen       |                                 |
|                                            |                    |                |                                 |
| Quellen: ProCyclingStats Cycling Archives  |                    |                |                                 |